# Takashi Nagao (Leichtathlet)
Takashi Nagao (jap. 長尾 隆史, Nagao Takashi; * 31. August 1957) ist ein ehemaliger japanischer Hürdenläufer und Sprinter.
Über 400 m Hürden wurde er 1977 Achter beim Leichtathletik-Weltcup in Düsseldorf und gewann Bronze bei den Pacific Conference Games.
Bei den Asienspielen 1978 in Bangkok und den Leichtathletik-Asienmeisterschaften 1979 holte er in derselben Disziplin jeweils Silber.
1981 wurde er Asienmeister über 400 m Hürden. Beim Leichtathletik-Weltcup in Montreal wurde er Achter über 400 m Hürden und mit der asiatischen Mannschaft Neunter in der 4-mal-400-Meter-Staffel. 
Im Jahr darauf siegte er bei den Asienspielen 1982 in Neu-Delhi über 400 m Hürden.
Von 1977 bis 1979 wurde er dreimal in Folge Japanischer Meister über 400 m Hürden. Seine persönliche Bestzeit in dieser Disziplin von 49,59 s stellte er am 25. September 1978 in Tokio auf.